# Военная служба башкир
Военная служба башкир — воинская повинность башкир на протяжении более чем тысячи лет, в государствах, составной частью которых являлся Башкортостан.

## История
В первой половине X века (по другим сведениям, в первой половине IX века) предводитель башкирских племён Башгирд с двумя тысячами всадников служил в армии Хазарского каганата на границе с Кимакским каганатом. Снаряжение воинов-башкир состояло из пики или копья, сабли, лука и колчана со стрелами, кистеня, щитов различной формы, а позднее — огнестрельного оружия. Некоторые воины надевали перед боем латы и кольчуги. Башкирское войско подразделялось на тысячи, сотни, пятидесятки и десятки, во главе каждого из которых стояли командиры. Военная тактика башкир отличалась главенствующей ролью конницы и постепенно развивалась в постоянных столкновениях с соседями-кочевниками.
С XIII века территория Башкортостана входит в состав Монгольской империи. Весной 1229 года тридцатитысячное войско татаро-монголов двинулось на Запад и к осени оно было в степях Яика и Итиля, где встретили упорное сопротивление со стороны башкир и их союзников булгар. В 1232 году татаро-монголы планировали захватить столицу Волжской Булгарии — Биляр, но были остановлены на главных оборонительных рубежах по рекам Большой Черемшан и Кондурча. Но в последующих походах татаро-монгольским захватчикам всё-таки удалось покорить башкир и булгар. По сообщению Рашид ад-Дина, осенью 1236 года монголы выступили «в поход против буларов и башгирдов и в короткое время, без больших усилий, захватил их». Хотя страны Булар и Башгирд были завоеваны, но их жители «снова восстали». Башкирские отряды пополнили монгольскую армию, в XIII—XVI вв. — войска Золотой Орды, Казанского ханства, Ногайской Орды и Сибирского ханства.
Согласно жалованным грамотам, шежере и другим историческим сведениям, военная служба башкир стала одним из условий присоединения Башкортостана к Русскому государству.

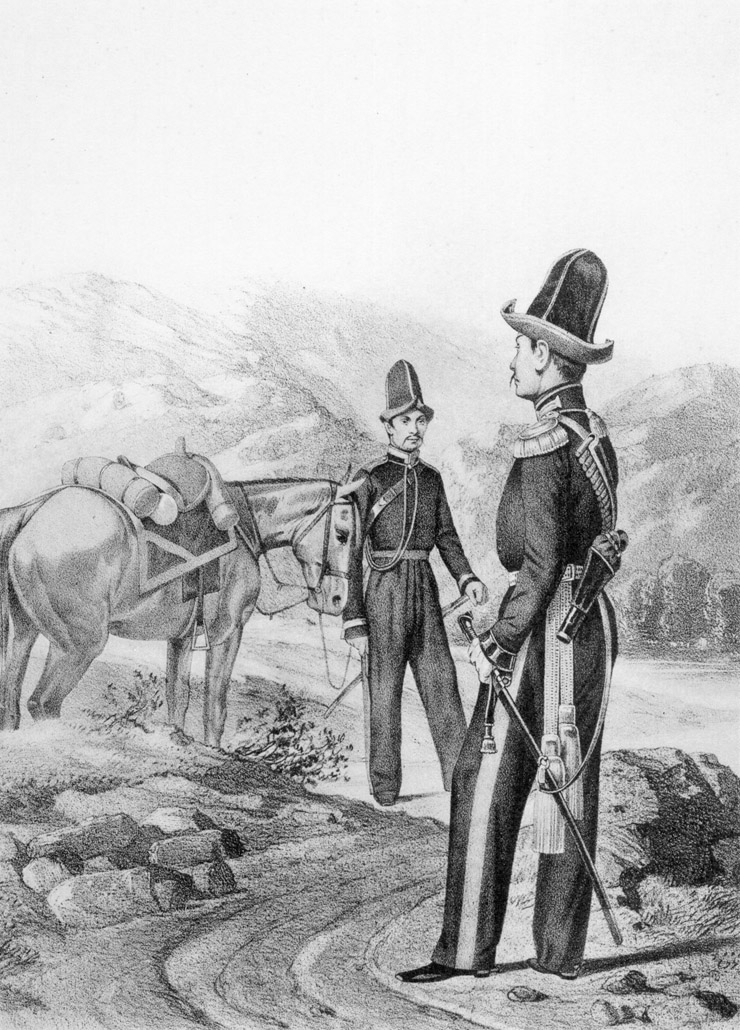
Урядник и штаб-офицер башкирских кантонов. 1838—1845 гг.

С XVII века военная служба башкир основывалась на правительственных актах (царь, император, Боярская дума, Сенат, Приказ Казанского дворца, Военная коллегия, Военное министерство) и контролировалась высшими должностными лицами местного управления (воевода, губернатор, военный губернатор, генерал-губернатор). Организацией военной службой башкир занимались старшины, тарханы, батыры, с середины XVIII века — обер-коменданты, коменданты, начальники гарнизонов, старшины, есаулы, хорунжии, сотники, а в XIX веке также командующий Башкирским войском, кантонные и дистаночные начальники, юртовые и походные старшины, командиры башкирских полков и другие. 
Военная служба башкир подразделялась:
- внешняя служба — охрана европейских границ и участие в войнах;
- внутренняя служба — охрана пограничных укреплённых линий на юго-востоке Российской империи (линейная служба);
- этапная служба — сопровождение осуждённых по Сибирскому тракту, по дороге от Уфы до Челябинска;
- караульная и полицейская служба в Казани, Москве, Нижнем Новгороде, Оренбурге и других городах, охрана дорог во время ярмарок.

С 1744 года ежегодно башкиры должны были нести охрану Оренбургской линии (1,5 тысяч человек в 1744 году; 2,2 тысяч в 1769 году; 5—6 тысяч человек с 1798 года). А с 1760 года башкирские команды служили на Сибирской линии (срок службы составлял 1 год, с 1769 года — 2 года; в 1800 году повинность заменена этапной службой). Летняя служба продолжалась с 15 мая до 16 ноября, зимняя (на неё назначалось втрое меньше людей) — с 16 ноября по 15 мая. Выступившая в поход башкирский полк должен был обеспечивать себя провиантом и фуражом. С 1797 года каждому служащему в период летней службы выдавался рубль в месяц.
Указом от 10 (21) апреля 1798 года было создано Башкирское казачье войско. Кантонная система управления в Башкортостане функционировала в 1798—1863 гг. В 1847 году был установлен 30-летний срок службы. Каждые 100 служащих возглавлялись походным есаулом, походным сотником и хорунжим, каждые 250 — походным старшиной, сотником или есаулом. Постепенно служба на линии стала обязательной только для башкир прилинейных (т. н. «служащих») кантонов.
В середине XIX века военная служба башкир стала заменяться трудовой и транспортной службой.
В 1830—1850-е годы количество несущих военную службу сократилось с 70 % до 24 % призванных. К 1863 году в рабочих командах состояли башкиры 9 из 28 кантонов, а служба остальных была заменена денежным сбором.

## Участие в войнах и восстаниях
В составе отрядов служилых людей или совместно с яицкими казаками башкиры принимали участие в Ливонской войне в 1558—1581 годах, в отражении набегов сибирских татар и калмыков на Уфимский уезд (в XVI—XVII вв.), в освобождении России от польских интервентов (первая четверть XVII века), в Калмыцком походе в 1643—1644 гг., в Крымских походах в 1687 и 1689 годах, в Азовских походах в 1695 и 1696 годах. В 1771 году башкирам обязывалось возвратить бежавших в Джунгарию, российских поданных — калмыков.
Башкирские команды и полки участвовали в Северной войне в 1700—1721 гг. (1 тыс. чел.; в Прибалтийском крае), Семилетней войне в 1756—1763 гг. (1,5 тыс. чел.; 4 конных полка башкир в составе армии генерал-фельдмаршала П. А. Румянцева-Задунайского в Восточной Пруссии), русско-шведской войне в 1789—1790 гг. (4 полка; в Финляндии), русско-прусско-французской войне в 1806—1807 гг. (10 тыс. чел.; в Восточной Пруссии), Отечественной войне 1812 года и заграничных походах русской армии в 1813—1814 гг. (28 полков). Оренбургский военный губернатор Г. С. Волконский в своем приказе начальнику 12-го башкирского кантона Нагайбакову о приведении в готовность башкирского населения, способного носить оружие предписывал:

«башкирцам всем без изъятия, служащим и неслужащим, кои только могут действовать оружием, подтвердить, чтоб тотчас приготовились они на оборону своего отечества и собственных жилищ, постоянно одна лошадь, которую и не употреблять ни в какую тяжелую работу, дабы не изнурить её и не привесть в неспособность, в случае нужды действовать на ней противу неприятеля, чтоб у каждого была исправная пика, полагая оную не менее 4 аршин, копья на них трёхгранные, сабли, сайдаки со стрелами, и у кого есть, ружья и пистолеты, равномерно были бы исправные…»
— Выскочков Л. В. «Война теперь не обыкновенная, а национальная»: Народы России в Отечественной войне 1812 года.
Также башкирские полки участвовали в русско-турецкой войне в 1828—1829 годы (0,5 тысячи совместно с оренбургскими казаками; Западное Причерноморье), Хивинском походе в 1839—1840 гг., Кокандских походах в 1852 и 1853 годах, Крымской войне 1853—1856 (4 полка; в Прибалтийском крае).
В 1792 году два башкирских полка охраняли российско-польскую границу в Прибалтике, а в 1828—1833 годах два полка несли пограничную службу в Бессарабии. Отряды «верных» российскому правительству башкир участвовали в подавлении восстания в 1704—1711 годы, восстаний в 1735—1740 годах, восстания 1747 года, восстания в 1755—1756 гг., восстания 1835 года, разгроме повстанческих вооружённых формирований в ходе Крестьянской войны в 1773—1775 гг.
Более 3 тысяч башкир было задействовано в ликвидации Барской конфедерации в 1768—1772 годах в Речи Посполитой, 2,5 тыс. — в конвоировании участников польского восстания в 1830—1831 гг. Башкирские отряды были призваны царским правительством для усмирения волнений уральских казаков (1805), рабочих Каслинского завода и Кыштымских заводов (1823), крестьян Челябинского уезда (1843) и казахских восстаний XIX века.
Согласно «Положению о башкирах» от 14 мая 1863 года военная служба башкир была упразднена, башкиры переведены в сословие свободных сельских обывателей. А в 1865 году было расформировано Башкирское войско.
С 1882 года башкиры призывались на службу на основе всеобщей воинской повинности.
В 1874—1882 годы башкиры Верхнеуральского, Оренбургского и Челябинского уездов Оренбургской губернии проходили военную службу в Башкирском конном полку.
В Лейпциге и Дрездене установлены памятники башкирским воинам. Башкиры в сражениях на территории Германии в ходе Заграничного похода русской армии 1813—1814 годов.
Для участия в Великой Отечественной войне, в декабре 1941 года в Уфе, по национально-региональному признаку была сформирована 112-я Башкирская кавалерийская дивизия. За годы Великой Отечественной войны дивизия прошла от Дона до Эльбы свыше 4000 километров. 15 раз отмечена в приказах Верховного Главнокомандующего, как отличившаяся в боях.

## Галерея

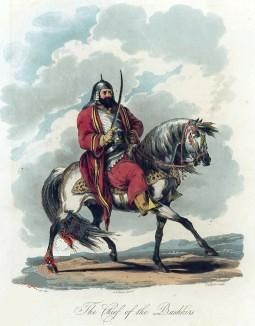
Башкирский военачальник. Английская акварель. 1806.
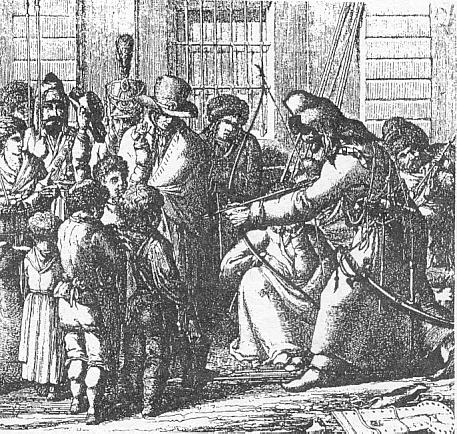
Башкир-лучник. Немецкая гравюра начала XIX века.
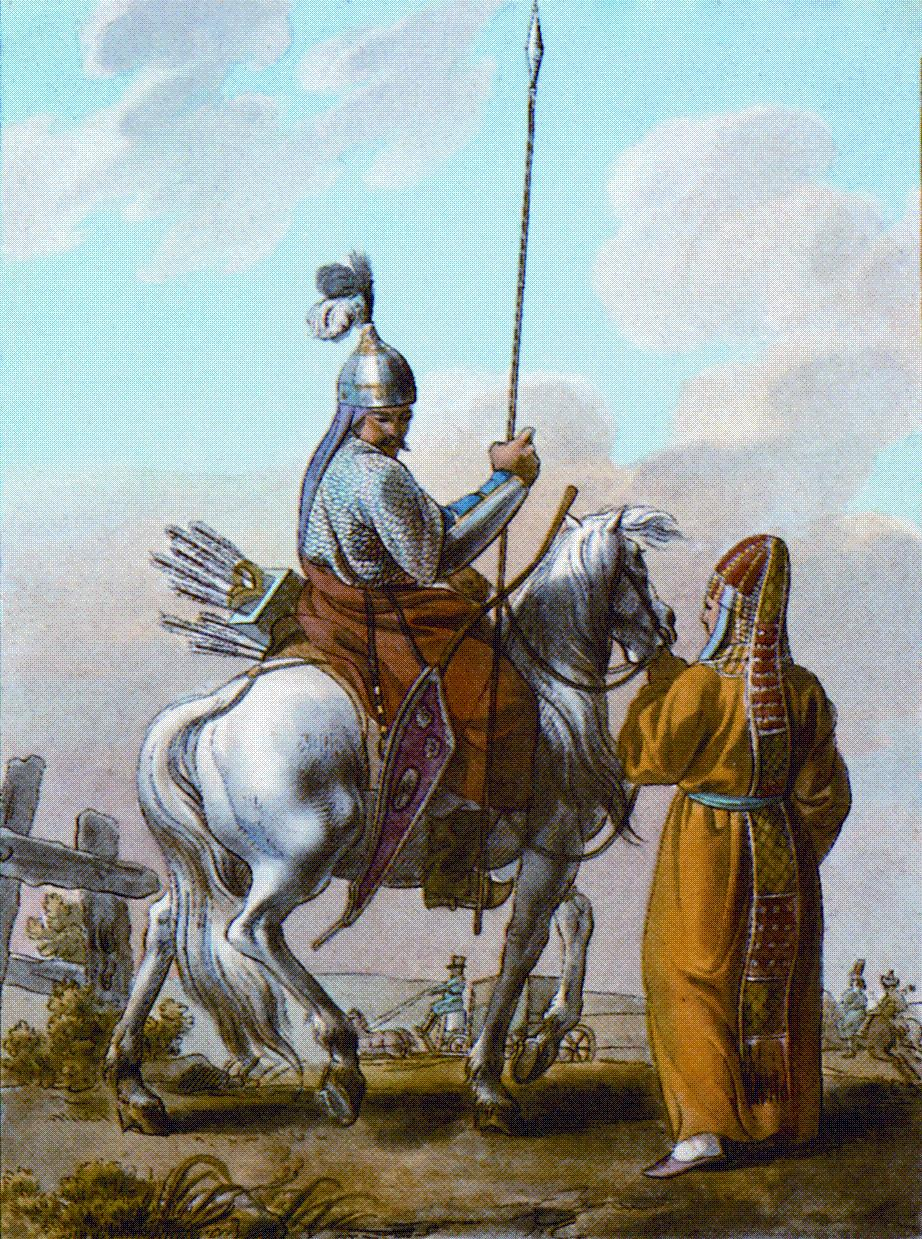
Башкира провожают в поход. Народы России. Т. 1. Париж, 1812.
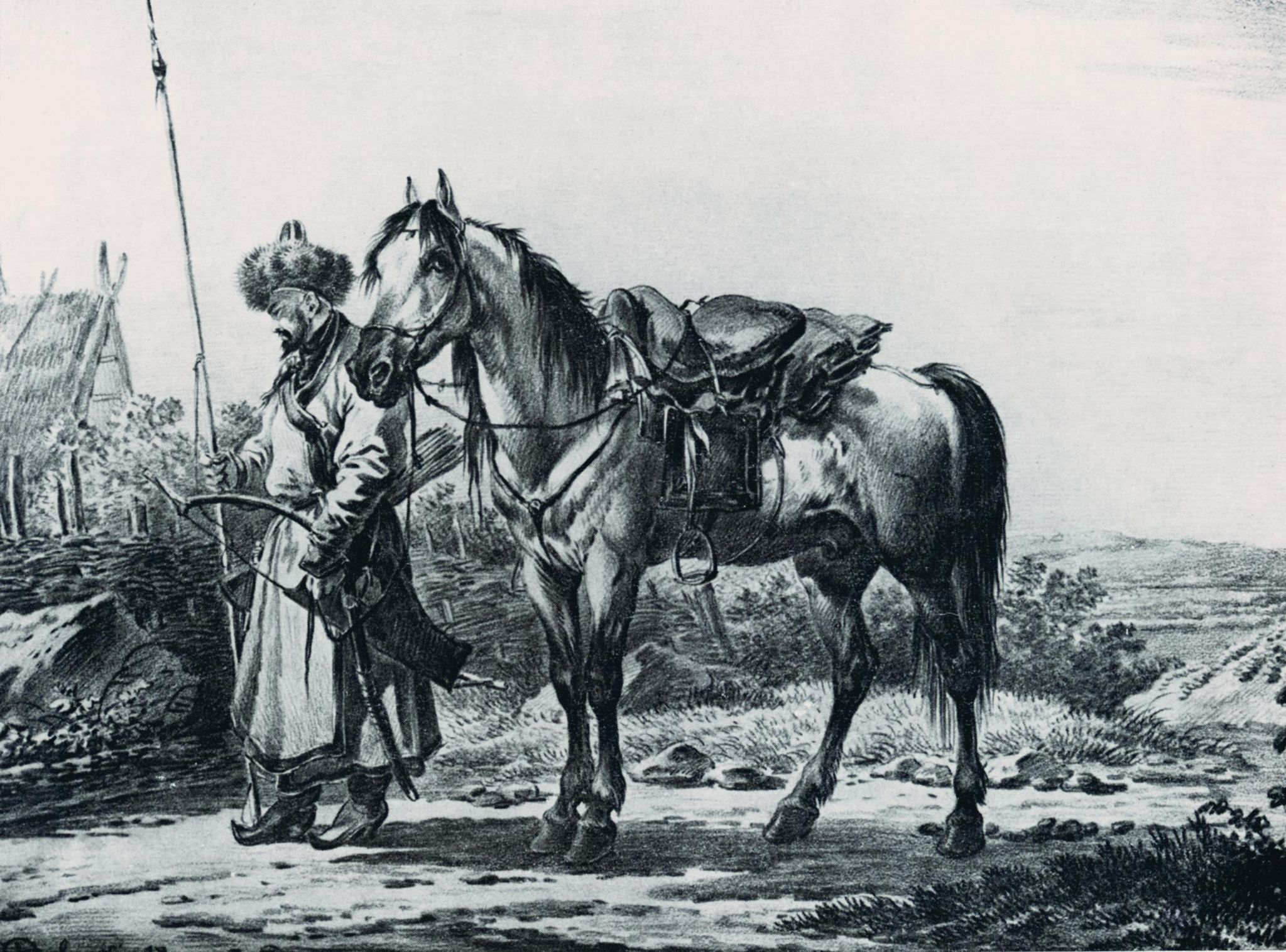
Башкир. Орловский А. О., нач. XIX века.
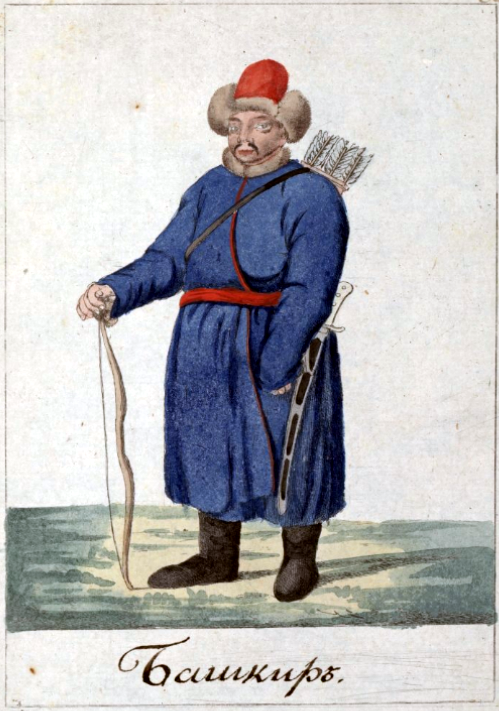
Башкир. Яков фон Люде. Изображение мундиров российско-императорскаго войска, состоящих из 88 лиц илюминованных. 1793.
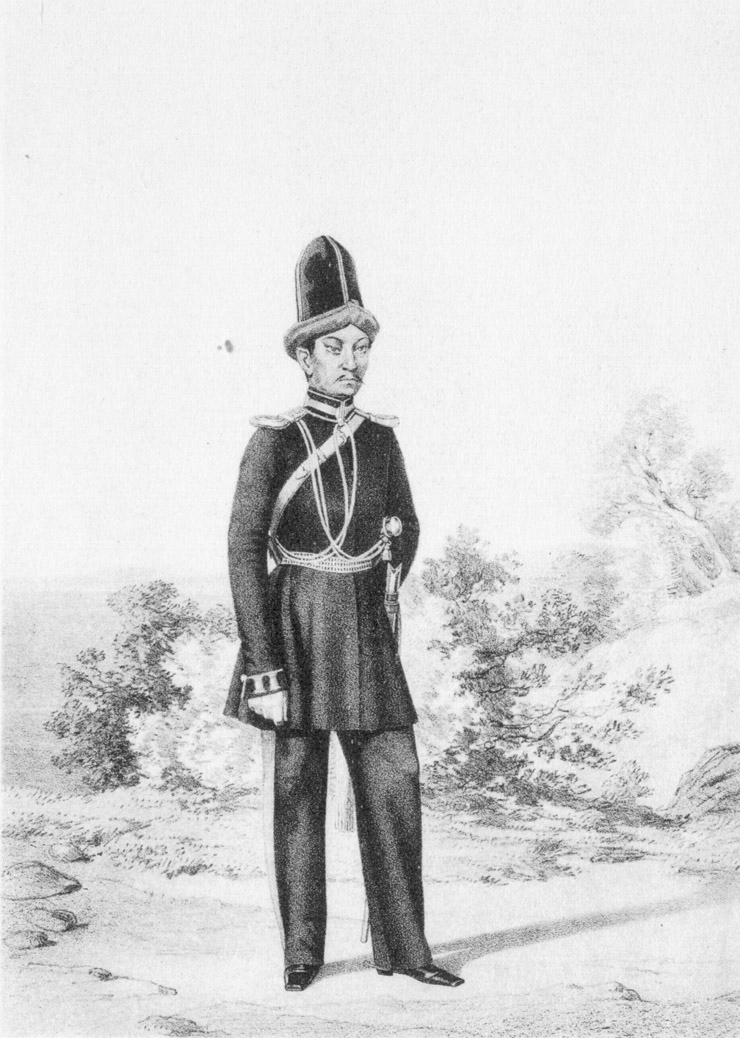
Обер-офицер Башкирских кантонов. 1845—1855 гг.
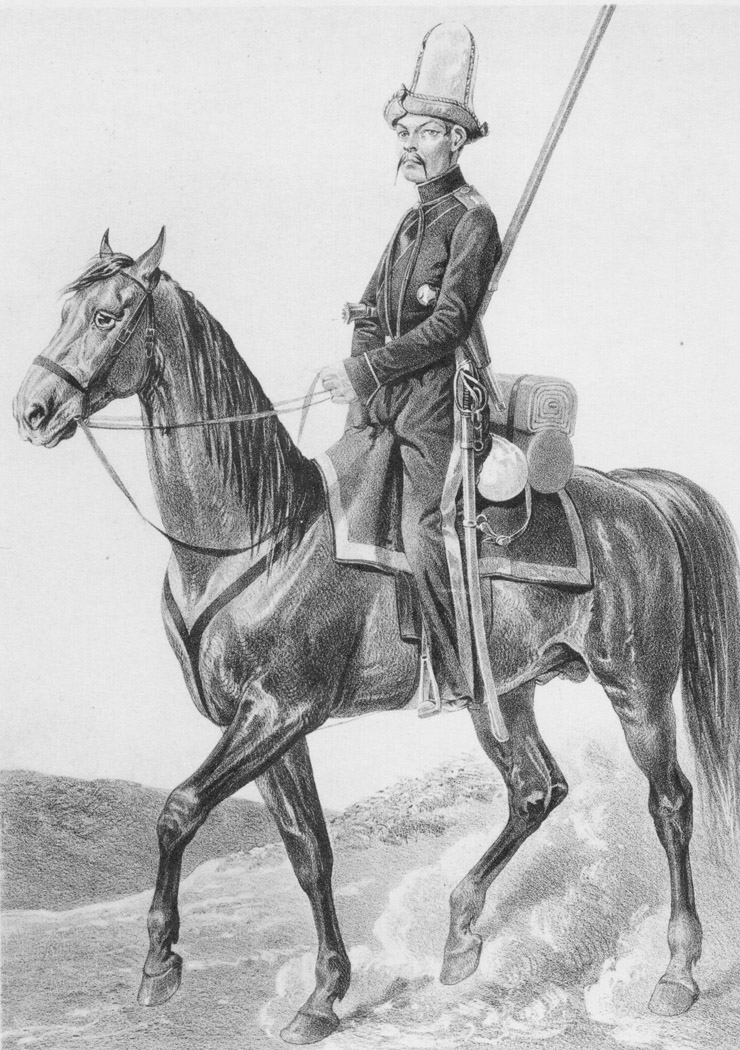
Казак башкирских кантонов. 1829—1838 гг.
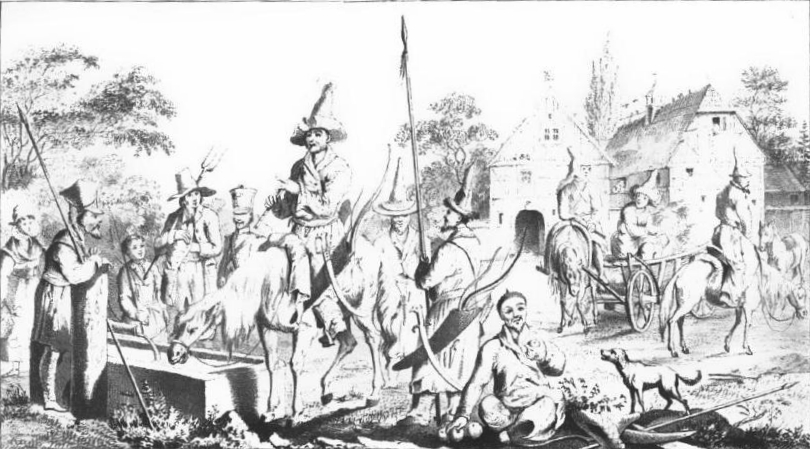
Башкиры в г. Циттау. Осень 1813 года. Литография Томаса Буша.
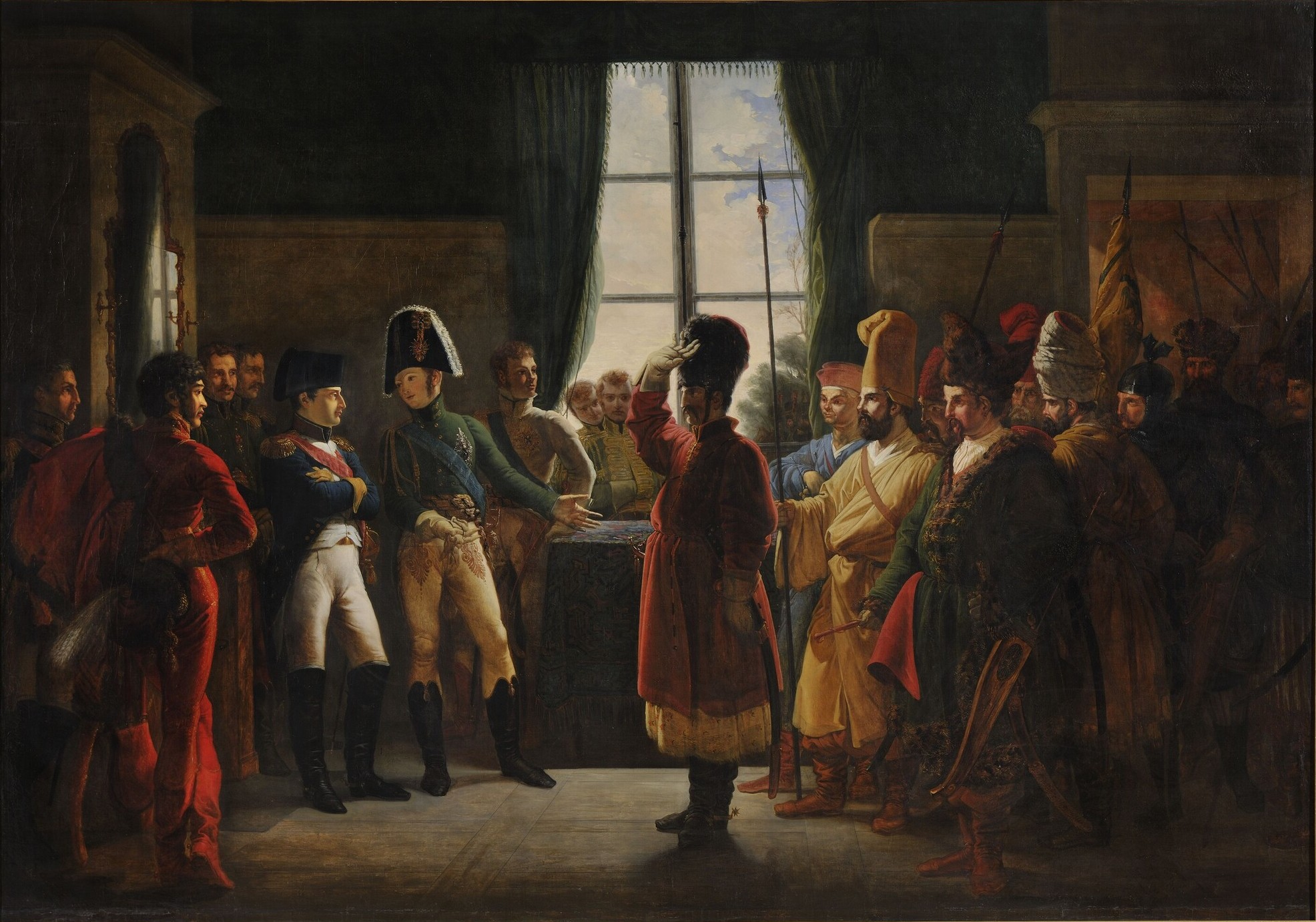
Александр I показывает Наполеону калмыков, казаков и башкир в составе Русской армии. П. Бержере.
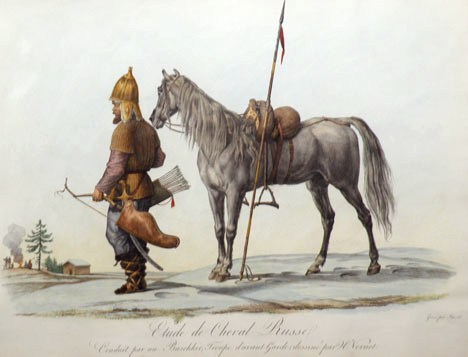
Большая французская литография, выполненная Jazet (1788-1871) по рисунку Horace Vernet. Около 1840 года.
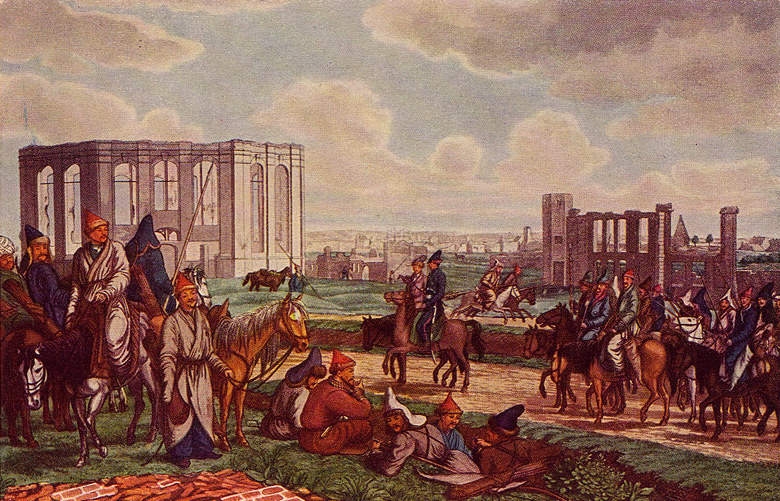
Башкиры в Гамбурге, 1814 г. Серия открыток «Наполеон и война 1813 г. в картинах художников г. Гамбурга».
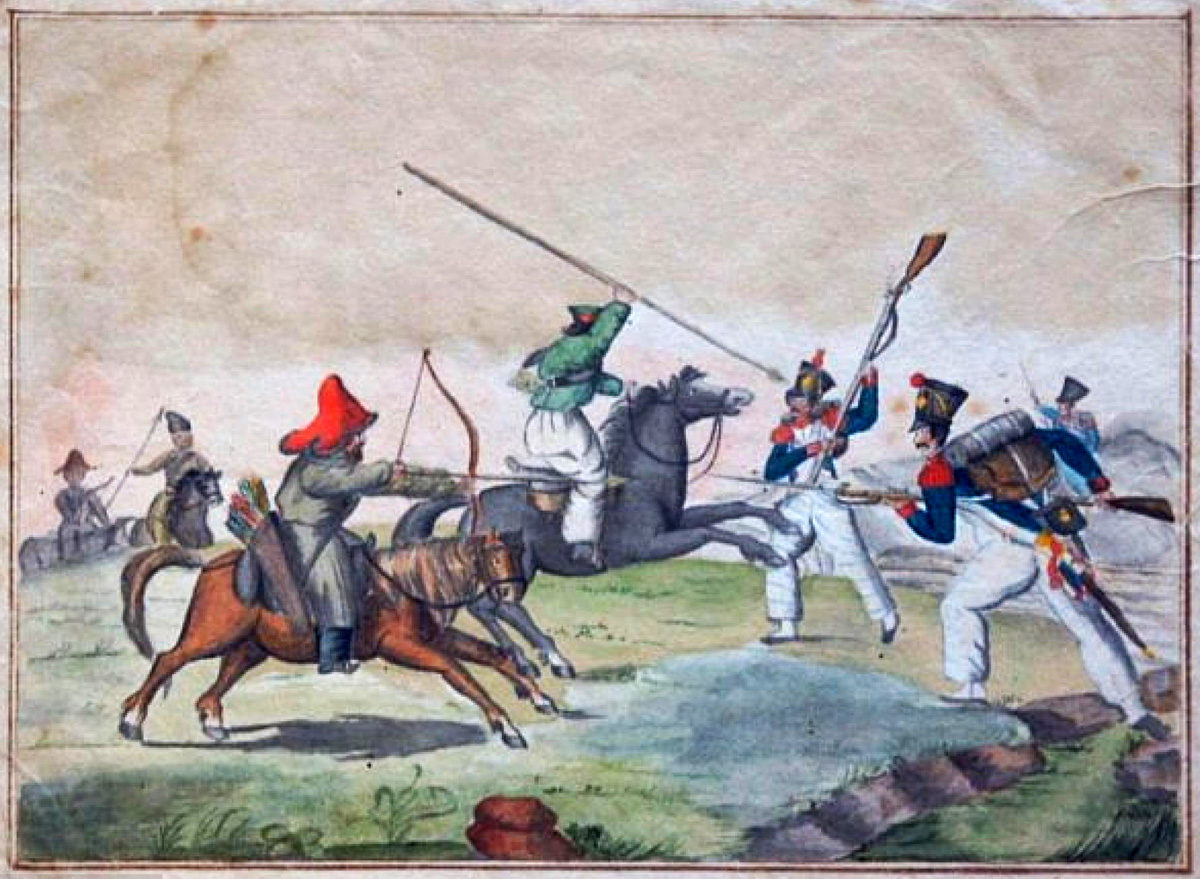
Башкиры и казаки против французов в 1813 году. Ф. М. Брюкнер. Акварель, 1840 год.

### Видеозаписи
- Северные Амуры
- Россия и Наполеон: столкновение цивилизаций
- История Башкирского войска